# Sjælland
Sjælland je najveći danski otok (ako se ne uzima u obzir Grenland koji je danska kolonija). Ima 7.031 km² i 2.115.317 stanovnika. Nalazi se na istoku Danske blizu švedske obale (između Sjællanda i Švedske je morski prolaz Øresund). Sjælland je sustavom mostova i podmorskih tunela povezan sa švedskim kopnom i danskim otokom Fynom (preko morskog prolaza Veliki Belt).
Na Sjællandu se nalazi najveći i glavni danski grad Kopenhagen (København). Ostali veći gradovi su Roskilde, Sorø, Helsingør, Næsved i Slagelse. Reljef je nizinski s manjim uzvišenjima.